# Cereopsius guttulatus
Cereopsius guttulatus är en skalbaggsart som beskrevs av Aurivillius 1924. Cereopsius guttulatus ingår i släktet Cereopsius och familjen långhorningar. Inga underarter finns listade i Catalogue of Life.